# Санту-Антониу-ду-Авентурейру
Санту-Антониу-ду-Авентурейру (порт. Santo Antônio do Aventureiro) — муниципалитет в Бразилии, входит в штат Минас-Жерайс. Составная часть мезорегиона Зона-да-Мата. Входит в экономико-статистический микрорегион Катагуазис. Население составляет 3532 человека на 2006 год. Занимает площадь 138 км². Плотность населения — 17,5 чел./км².

## История
Город основан 13 июня 1963 года. 

## Статистика
- Валовой внутренний продукт на 2003 год составляет 13 312 817,00 реалов (данные: Бразильский институт географии и статистики).
- Валовой внутренний продукт на душу населения на 2003 год составляет 3777,76 реалов (данные: Бразильский институт географии и статистики).
- Индекс развития человеческого потенциала на 2000 год составляет 0,709 (данные: Программа развития ООН).

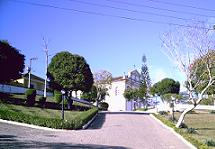